# Werauhia capitata
Werauhia capitata là một loài thuộc chi Werauhia. Đây là loài bản địa của Costa Rica.